# タトラ (駆逐艦)
タトラ (SMS Tátra) はオーストリア＝ハンガリー帝国海軍の駆逐艦。タトラ級。

## 艦歴
ガンツ・ダヌビウス社によりPorto Réで建造。1911年10月19日起工。1912年11月4日または5日進水。1913年10月12日引き渡し、または18日竣工。

### 第一次世界大戦
タトラ級6隻は第1水雷隊を編成し、巡洋艦「サイダ」などとともに第1水雷戦隊に属していた。なお、1914年10月20日に「サイダ」は「ヘルゴラント」と交代している。
1914年8月7日、巡洋艦「ザンクト・ゲオルク」、「アドミラル・シュパウン」が「タトラ」を含む駆逐艦や水雷艇と共にドイツ巡洋艦艦「ゲーベン」、巡洋艦「ブレスラウ」を護衛するためポーラより出航したが、ドイツの2隻はコンスタンティノープルへ向かったためポーラへ戻った。8月23日、「タトラ」は触雷沈没した水雷艇「26」の生存者捜索を行った。
1914年11月と12月や1915年4月に「ヘルゴラント」が駆逐艦を伴って出撃しているが、「タトラ」が参加しているかはわからない。
1914年12月12日、「タトラ」はシベニクへ向かう途中、強風により損傷。プーラでドック入りすることとなった。その後の1915年1月1日、「タトラ」は試験中に舵の不調により針路が逸れ、港の障害物で左側のスクリューを損傷した。
1915年2月18-19日、「ヘルゴラント」とタトラ級6隻（および水雷艇3隻）はオトラント海峡へ出撃したが、敵を見なかった。
1915年5月23日、イタリアはオーストリア＝ハンガリー帝国に宣戦布告。同日、オーストリア＝ハンガリー帝国海軍の戦艦などは出撃し、アンコーナなどの攻撃へと向かった。それに先立つ5月19日、南からのイタリア艦隊来襲に備え偵察部隊が出撃した。そのうちの一つは巡洋艦「ヘルゴラント」とタトラ級4隻（「チェペル」、「リカ」、「オルイェン」、「タトラ」）からなり、ペラゴーザ島とイタリア本土のガルガーノ岬との間へと向かった。5月23から24日の夜に偵察部隊はイタリア沿岸の目標攻撃を命じられ、「タトラ」と「チェペル」はマンフレドーニアの水雷艇基地や操車場を攻撃した。
一方、5月24日4時過ぎ、バルレッタ攻撃中の「ヘルゴラント」と「オルイェン」はイタリア駆逐艦「アキローネ」、「トゥルビーネ」と遭遇。「ヘルゴラント」は北へ向かった「トゥルビーネ」を追跡。その後、「チェペル」、「タトラ」および「リカ」も攻撃に加わった。6時25分に到着した「リカ」が与えた命中弾によって「トゥルビーネ」は速度が低下し、その後「タトラ」や「ヘルゴラント」も命中弾を与えた。「トゥルビーネ」は白旗を揚げた後、沈没した。「タトラ」は艦長以下20名を救助した。この戦闘では「タトラ」も被弾したが、被害は軽微なものにとどまった。
次いでイタリア巡洋艦「リビア」と仮装巡洋艦「Cittá di Siracusa」が救援に現れ攻撃を受けたが、「リビア」を戦艦と誤認した「ヘルゴラント」艦長は交戦を避け、速度に勝るオーストリア＝ハンガリー帝国側は相手の追跡を振り切った。
7月5、6日、「タトラ」は第1水雷隊の他の5隻と共にGargano peninsula沖へ機雷を敷設した。
7月11日、イタリアはペラゴーザ島を占領した。7月13日、「タトラ」は水上機L51とともに島の調査に赴き、島を砲撃した。この際「タトラ」はフランス潜水艦「Fresnel」に雷撃されたが魚雷は外れた、とも。
7月23日、「ヘルゴラント」やタトラ級駆逐艦などによるイタリア沿岸襲撃が実施された。「タトラ」と「バラトン」、「チェペル」はカンポマリーノやテルモリを攻撃した。
7月28日、オーストリア＝ハンガリー帝国海軍は巡洋艦「サイダ」、タトラ級駆逐艦6隻などでペラゴーザ島に対する攻撃を実施。砲撃後に108名を上陸させたが、オーストリア＝ハンガリー帝国側は敵兵力を過小評価しており、撃退された。8月17日、オーストリア＝ハンガリー帝国海軍は巡洋艦「ヘルゴラント」と「サイダ」や「タトラ」などで再びペラゴーザ島を攻撃。真水のタンクないし貯水池などを破壊し、この攻撃後イタリア軍は島から撤退した。
10月、オーストリア＝ハンガリー帝国軍やドイツ軍はセルビアに対する攻勢を開始。続いてブルガリア軍もセルビアに侵攻し、セルビアへのサロニカからの補給ルートを切断。アドリア海側からのルートがその代わりとなり、その切断がオーストリア＝ハンガリー帝国海軍に求められた。11月22日に「ヘルゴラント」と「サイダ」やタトラ級駆逐艦などは出撃してオトラント海峡へ向かい、「タトラ」がイタリア汽船「Palatino」を、駆逐艦「トリグラフ」が帆船「Gallinara」を沈めた。この後、タトラ級駆逐艦は巡洋艦「ヘルゴラント」や「ノファラ」などとともにカッタロへ移された。12月6日、「ヘルゴラント」、「サイダ」とタトラ級駆逐艦はドゥラッツォ港を攻撃した。
12月28日にドゥラッツォで発見された2隻のイタリア駆逐艦などを攻撃するため、同日夜カッタロより「ヘルゴラント」、「バラトン」、「チェペル」、「リカ」、「タトラ」、「トリグラフ」が出撃。イタリア駆逐艦は発見されず、12月29日夜明けにドゥラッツォ港内に侵入した「チェペル」、「リカ」、「タトラ」、「トリグラフ」は汽船1隻とスクーナー2隻を沈めた。しかし、港外へ出る際に「リカ」と「トリグラフ」が触雷。「リカ」は沈没し、「トリグラフ」は航行不能となった。「タトラ」（または「バラトン」）が「トリグラフ」を曳航し北上を開始したが、ブリンディジから巡洋艦「ダートマス」、「クアルト」、フランス駆逐艦5隻と、それより遅れて巡洋艦「ウェイマス」、「ニーノ・ビクシオ」、駆逐艦4隻が出撃しており、それらはオーストリア＝ハンガリー帝国側とカッタロの間に位置した。敵と遭遇するとオーストリア＝ハンガリー帝国側は「トリグラフ」曳航を中止して追撃を受けつつイタリア沿岸近くまで行き、日没後に敵を撒いた。その後、「タトラ」は故障発生により速度が20ノットに低下したが、オーストリア＝ハンガリー帝国側は全艦12月30日にシベニクに帰投した。
1916年4月22日、敵潜水艦の雷撃を受けるが魚雷は外れた。6月24日、損傷したドイツ潜水艦「UC24」をĐenovićiまで曳航。
7月3日（4日や4、5日とも）、「ヘルゴラント」、「バラトン」、「オルイェン」、「タトラ」、水雷艇「83F」、「85F」、「87F」がオトラント海峡へ出撃したが、成果はなかった。
8月15日、損傷した水上機「L87」をĐenovićiまで曳航。
1917年3月11から12日の夜、オトラント海峡へ向かった「タトラ」、「バラトン」、「オルイェン」、「チェペル」はフランス船「Gorgone」と遭遇したが沈められずに終わった。4月25日または26日と5月5日から6日の夜に「タトラ」は「バラトン」、「チェペル」とともにオトラント堰襲撃に出撃したが、ともに成果はなかった。
4月28から29日の夜、「タトラ」はウルツィニ沖でフランス潜水艦「Arethse」を攻撃したが成果なし。
1917年5月15日、オトラント海峡海戦が発生。巡洋艦3隻がオトラント堰を襲撃後敵と交戦した。装甲巡洋艦「ザンクト・ゲオルク」が「タトラ」、「Warasdiner」、水雷艇4隻と共に救援に向かい、その煙を視認すると敵は撤退した。
「タトラ」は9月20-21日または9月21-22日に駆逐艦「バラトン」、「オルイェン」、「チェペル」とともに、10月18-19日には巡洋艦「ヘルゴラント」、駆逐艦、「バラトン」、「チェペル」、「リカ」、「トリグラフ」（および「オルイェン」）とともにオトラント海峡へ向かったが、敵を見なかった。12月13日に「バラトン」、「チェペル」とともにオトラント海峡へ向かった際は敵駆逐艦4隻（おそらく「Yarra」、「Huron」、「Warrengo」、「Parramatta」）と遭遇し、「タトラ」が雷撃を行ったが外れた。
12月9日、または20日、「タトラ」は損傷した飛行艇「K206」を曳航したが、同機は転覆し沈められた。
1918年2月1日、カッタロ湾在泊の装甲巡洋艦「ザンクト・ゲオルク」などで反乱が発生。しかし、軽巡洋艦や駆逐艦（「バラトン」もカッタロ湾在泊）は反乱には加わらなかった。
4月6日、巡洋艦「ノファラ」、駆逐艦「チェペル」、「オルイェン」とともにCape Garganoなどを攻撃。
10月17日、ドゥラッツォ前面に機雷を敷設。

### 終戦とその後
1918年10月、オーストリア＝ハンガリー帝国は崩壊し始め、30日に皇帝カール1世は艦隊のザグレブの国民評議会への引き渡しを決めた。しかし、戦後大半の艦艇は連合国間で分配されることとなった。
1919年3月23-24日、「タトラ」はベネチアへ曳航された。
「タトラ」は1920年9月27日に正式にイタリアに引き渡され、「Fasana」と改名。状態の悪さから10月16日にポーラへと曳航されてイタリア海軍で就役した同型艦用の部品取りとされた。1923年7月5日に除籍され、その後解体された。